# Mariä-Tempelgang-Kirche (Zrenjanin)
Die Mariä-Tempelgang-Kirche (serbisch: Црква Ваведења Пресвете Богородице, Crkva Vavedenja Presvete Bogorodice, kurz nur Vavedenjska crkva) in der Stadt Zrenjanin ist eine Serbisch-orthodoxe Kirche in der autonomen Provinz Vojvodina, Nordserbien.
Das Gotteshaus ist auch als Gradnulička Crkva (Kirche von Gradnulica, ein Stadtteil von Zrenjanin) bekannt und gilt als orthodoxes Pilgerzentrum der Stadt.
Das von 1777 bis 1779 erbaute Kirchengebäude ist dem Mariä Tempelgang geweiht. Die Pfarrkirche ist Sitz der Pfarreien I-V der Mariä-Tempelgang-Kirche zu Zrenjanin, im Dekanat Zrenjanin der Eparchie Banat der Serbisch-Orthodoxen Kirche. 
Als unbewegliches Kulturgut besitzt die Kirche den Status eines Kulturdenkmals von großer Bedeutung und steht unter staatlichem Schutz. 

## Lage
Die Kirche steht im nördlich des Zrenjaniner Stadtzentrums, gelegenen Stadtteil Gradnulica. Dieser bildet den ältesten Stadtteil Zrenjanins. Das Gotteshaus steht nicht weit vom Ufer der Bega, einem linken Nebenfluss der Theiß (serbisch: Tisa).
Sie steht an der Straße Ulica Cara Dušana Nr. 82а. Nahe der Kirche verlaufen die Straßen Manastirska Ulica und die Takovska Ulica. Gegenüber der Kirche befindet sich die Grundschule Đura Jakšić.
Im großen umzäunten Kirchhof mit Eingangstoren an der West- und Südseite stehen neben der Kirche, eine Kapelle, ein kleiner Kirchenladen, ein Kirchbrunnen, Ständer zum Kerzenentzünden, alte Grabdenkmäler, ein Pavillon, Sitzbänke, Bäume und eine kleiner Kinderspielplatz.

## Geschichte

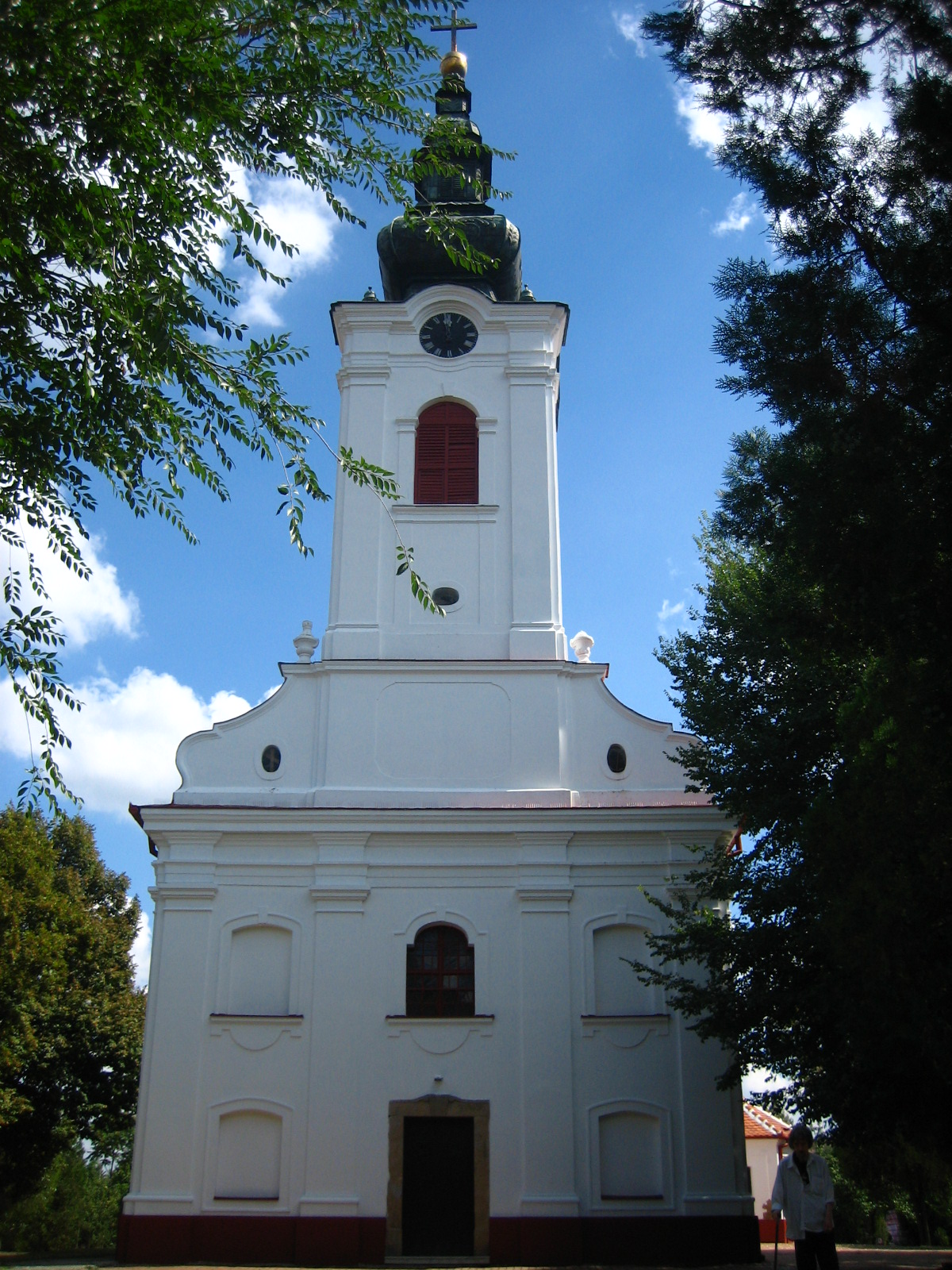
Frontalansicht der Mariä-Tempelgang-Kirche

Die heutige Mariä-Tempelgang-Kirche wurde laut Legenden auf den Fundamenten (Überresten) eines serbisch-orthodoxen Klosters erbaut, das entweder am Ende des 16. Jahrhunderts oder am Anfang des 17. Jahrhunderts an gleicher Stelle stand.
Das Kloster, indem auch der Hl. Raphael Banatski (Rafailo Banatski) diente und Wunder wirkte, soll den Namen Drenovac getragen haben und war eine Außenstelle (Metoh), des Klosters Hilandar auf dem Berg Athos und wurde während der osmanischen Zeit zerstört.
Die Mariä-Tempelgang-Kirche wurde von 1777 bis 1779 erbaut. Zur Zeit des Kirchenbaus war Gradnulica ein selbstständiges Dorf, was noch nicht nach Zrenjanin, damals noch Bečkerek genannt, eingemeindet war.
An der Südseite der Kirche steht eine Kapelle aus dem 18. Jahrhundert, die dem Hl. Raphael Banatski geweiht ist und in der sich auch die Reliquien des Hl. Mönchpriesters Raphael Banatski des Wundertäter befinden. Dieser war ein Missionar aus dem serbisch-orthodoxen Kloster Hilandar, der schon zu Lebzeiten als Heiliger und Wundertäter verehrt wurde. Er steht als orthodoxes Symbol der nordserbischen Provinz Vojvodina. Bei der Kapelle handelt es sich um ein kleines, polygonales Backsteingebäude mit einem hohen Pyramidendach. Einzige dekorative Elemente sind Holztüren mit parallelen Rauten bildenden Rillen und ein profiliertes Dachgesims.
Zudem ist er der einzige Heilige aus Zrenjanin. Dank des Hl. Raphael Banatski ist die Kirche seit Jahrhunderten ein Wallfahrtsort. Nach einer Überlieferung soll nach dem Tod des Hl. Raphael Banatski aus einer alten Ulme auf dem Kirchhof heilendes Wasser aus einer Quelle gekommen sein, mit welchem die Bewohner von Zrenjanin Augenleiden, Epidemien und andere Krankheiten heilten.
Die Ulme auf dem Kirchhof ist über 500 Jahre alt und ist ein staatlich geschütztes Naturdenkmal. Um 1980 wurde die Ulme bei einem Brand schwer beschädigt. Langsam jedoch, erholt sich der Baum wieder.
Vor allem die Ikonostase im Kircheninneren ist von Bedeutung. Restaurierungsarbeiten an der Kirche wurden 1914, 1964 bis 1965, 1971, 1979, 1995 und 2000 (Eine Fußbodenheizung wurde installiert) durchgeführt. 2004 wurde der Kircheninnenraum in byzantinischer Manier mit neuen Fresken bemalt. Dies geschah ohne die Zustimmung des Instituts für den Schutz der Kulturdenkmäler der Stadt Zrenjanin.
Derzeitige Priester der Kirche sind: Sreten Simikić, Branislav Avram, Dimitrije Šljokić, Davor Stojanović und der Diakon Predrag Nenin. Die ältesten Kirchenbücher der Kirche stammen aus dem Jahre 1778.

## Architektur
Das einschiffige Kirchengebäude mit einem rechteckigen Grundriss, mit einer geräumigen halbrunden Altar-Apsis im Osten, flachen Seitenchören und einem Narthex mitsamt einem aus der Westfassade sich erhebenden hohen barocken Kirchturm, den eine mehrgeschoßige Zwiebelturmkappe krönt, ist im Barock-klassizistischen Stil aus Ziegeln erbaut worden.

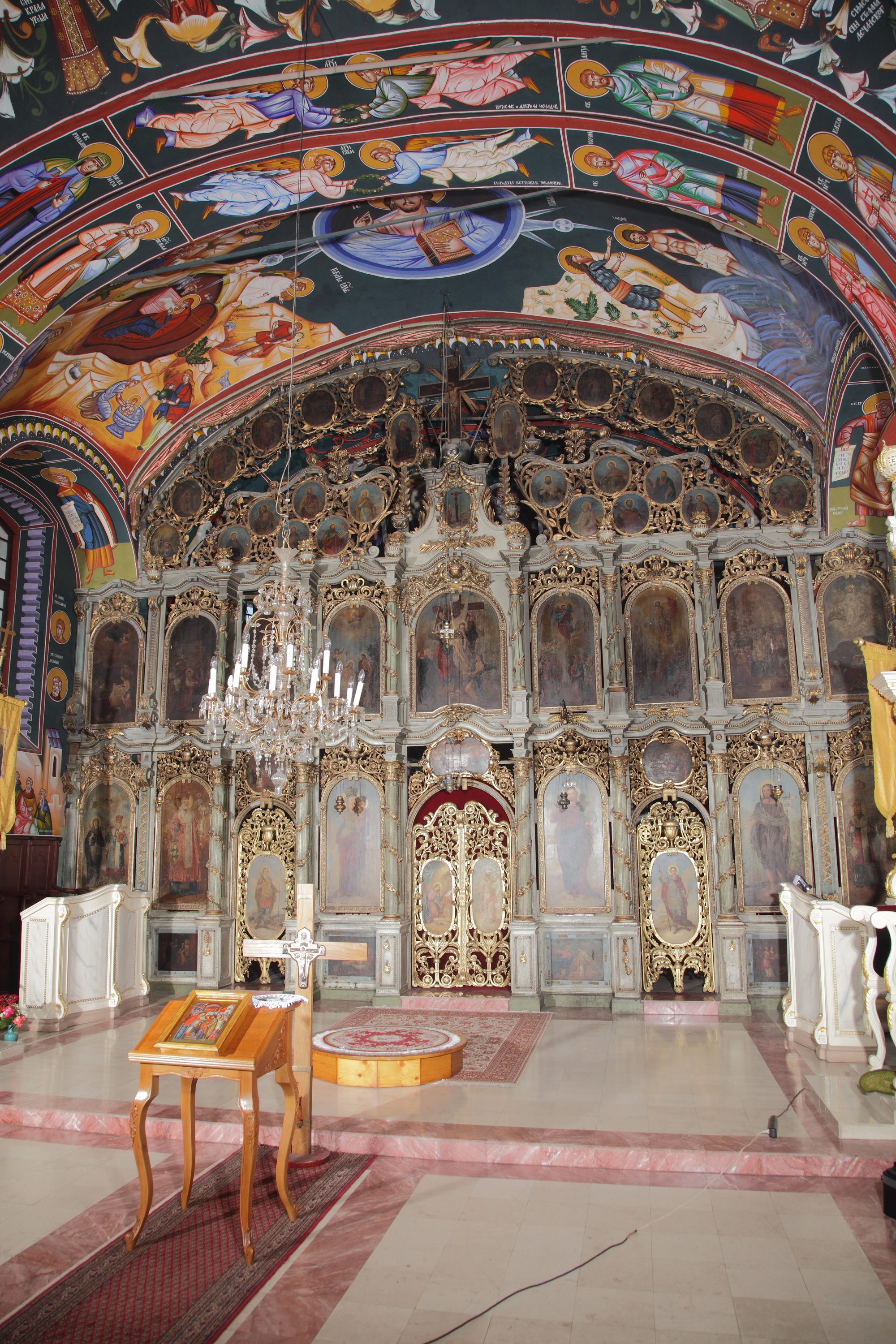
Blick auf die Ikonostase im Innenraum

Der hohe Kirchturm erhebt sich über der Westfassade, die von vier Blendnischen und einer gleichförmigen Fensteröffnung dominiert wird, mit darüber leicht abgerundeten Profilbögen, einem in barocker Manier mit Voluten gestalteten Giebelbereich mit zwei Okuli, der im oberen Abschluss mit Vasen geschmückt ist. Das Portal wird von profilierten Steingewänden mit eisenverzierten Außentüren mit der Jahreszahl 1826 eingerahmt.
Die vertikale Gliederung der Fassaden erfolgt durch flache Pilaster mit vielfach geschnitzten Kapitellen, während die horizontale Gliederung, durch einen hohen Sockel, ein Blendfenster an der Südfassade, mehreren Bogenfenstern mit umrundenden Einrahmungen und in der oberen Zone durch profilierte Gesimse betont wird. An der Nord- und Ostseite werden die Wände von massiven, schräg gestellten Stützpfeilern getragen. An der Südfassade sind einige alte Grabdenkmäler angebracht. 
Die Mariä-Tempelgang-Kirche gilt als eine der schönsten Kirchen Zrenjanins.
Der Haupteingang der Kirche befindet sich an der Westfassade. An der Südseite befinden sich zudem drei Nebeneingänge. Die Kirche besitzt zwei Kirchenkreuze, eines auf der Spitze des Kirchturmes und das andere am Ostende des Naos. Im oberen Geschoss des Kirchturms befindet sich zu jeder Seite des Kirchturms eine Uhr mit Mechanismus.

### Ikonostase und Ikonen
Das Kircheninnere wird von der luxuriösen, hohen, hölzernen, reich verzierten, mehrstöckigen und mehrtürigen Ikonostase dominiert. Die Ikonen auf der Ikonostase aus den Jahren 1816 bis 1819 malten die bekannten Maler Arsenije Teodorović und Gregorije Ranisavljev. Die Ikonostase ist eine hohe Trennwand mit einem entwickelten ikonografischen Programm, das charakteristisch für die klassizistische Epoche ist und zu deren bedeutendsten Vertretern Teodorović selbst gehört (Ein Brief von Arsenije Teodorović an Jovan Vitković aus dem Jahr 1816 ist erhalten geblieben, in dem die Arbeit des Malers in Gradnulica erwähnt wird). Teodorović malte auch die ältesten Fresken der Kirche. Die Fresken im Kircheninnenraum und die carske dveri (Haupttür) der Ikonostase wurden von den Zrenjaninern Malern Stevan Aleksić und Aleksandar Sekulić in den Jahren 1913 bis 1914 und 1923 erneuert.
Eigene Werke von Stevan Aleksić sind die Ikonen im Gewölbe der Kirche in allen drei Feldern (Jochen), die Ikone von Jesus Christus im Altarbereich, die Ikone der Kreuzigung Jesu, die Ikone des hl. Großmärtyrers Dimitri auf der Nordtür der Ikonostase, die Ikone des hl. Großmärtyrers Georg auf der Südtür der Ikonostase und die Ikone der Mariä Verkündigung auf den carske dveri der Ikonostase.
Von Wichtigkeit sind auch die Ikonen: Gottesmutter Maria mit dem Jesuskind und die Ikone Christus auf dem Thron, Werke von Teodor Popović aus dem Jahre 1778. Die Ikone der Mariä Krönung von Georgije Popović aus dem Jahre 1816. Das schlaflose Auge, ein Werk eines Malers aus dem frühen 18. Jahrhundert. Und die Ikonen in der Kapelle hl. Raphael Banatski, Werke des Ikonenmalers Gojgner aus dem Jahre 1868.
Im Kircheninnenraum befinden sich zudem der Gottesmutter- und Bischofsthron, Kronleuchter, verziertes Chorgestühl, Wandikonen und dekorierte Chorständer. Die Kirche verfügt über einen großen Chorbalkon im westlichen Kirchenschiff. Und die Kirchenwände und Gewölbe sind mit byzantinischen Fresken bemalt.

## Galerie

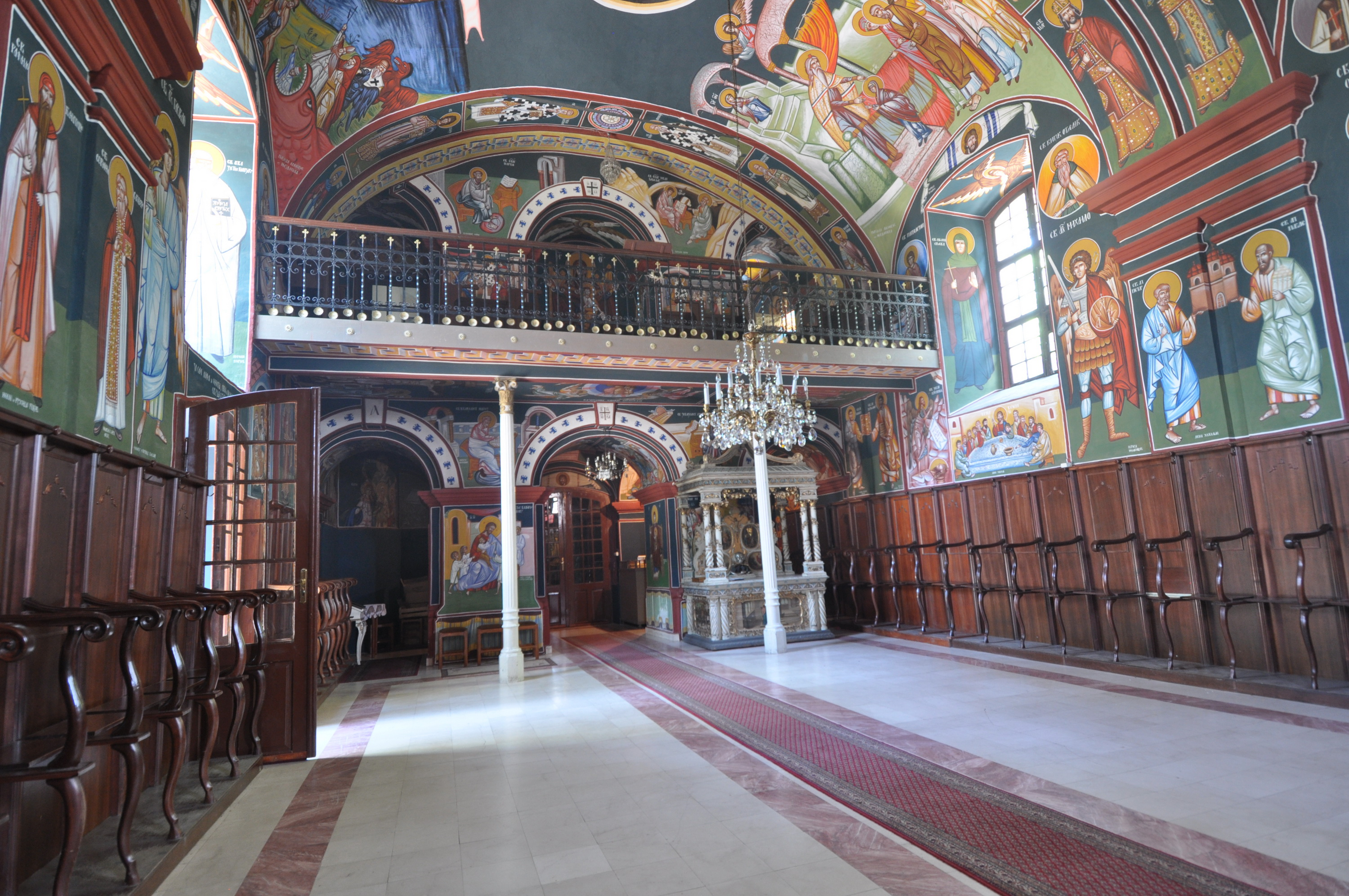
Blick in den Chorinnenraum
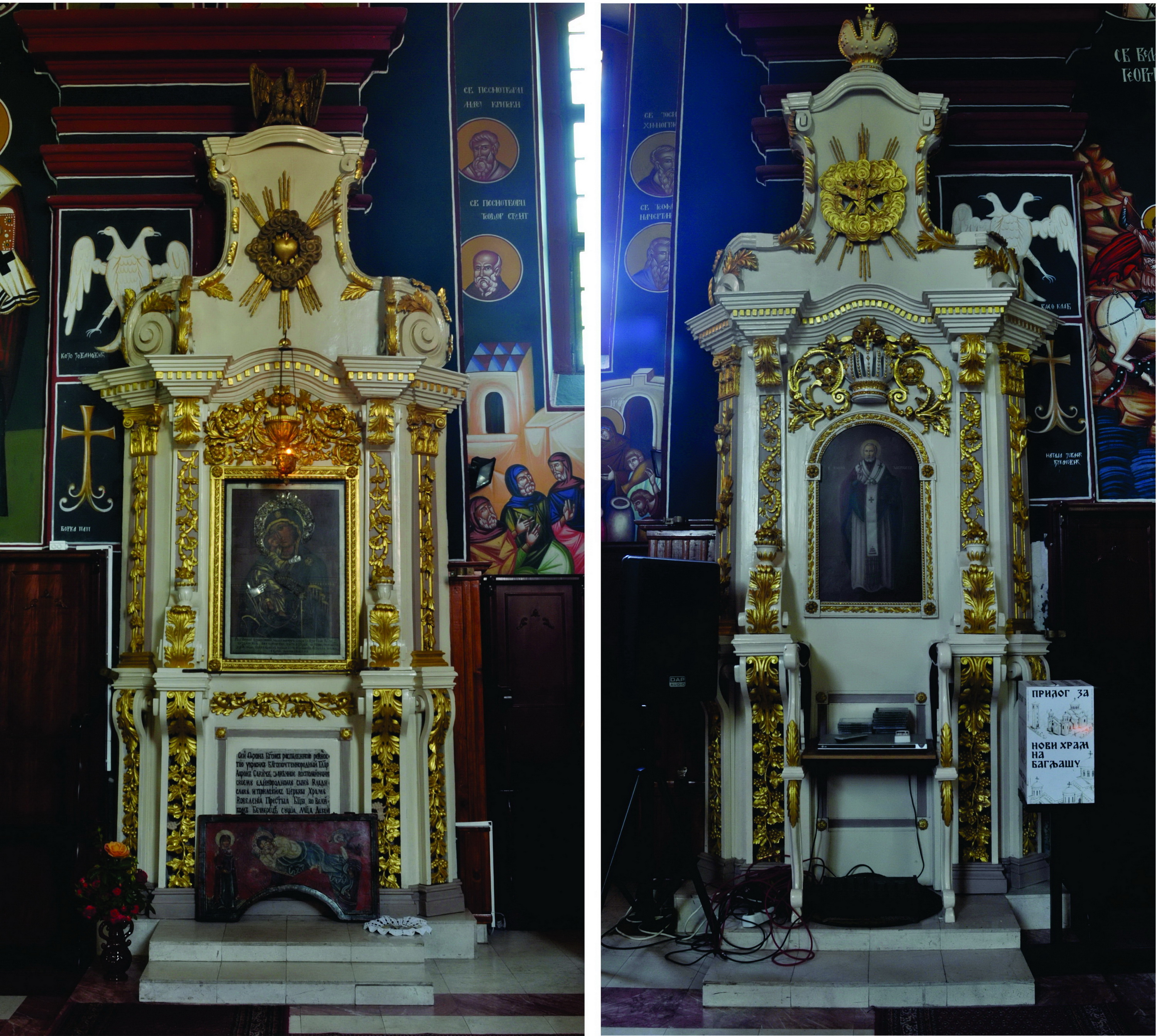
Blick auf die Throne der Kirche
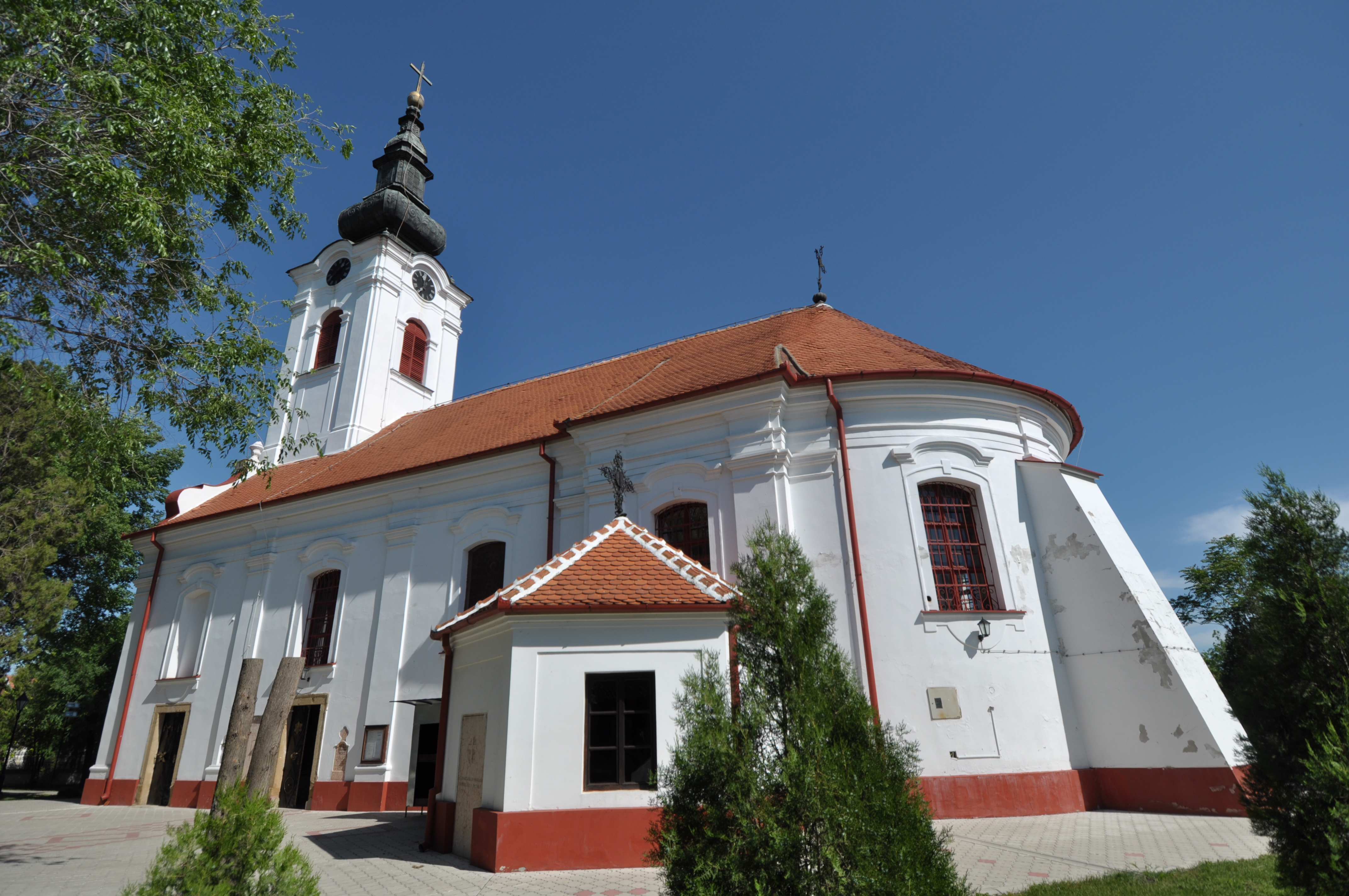
Südansicht der Kirche
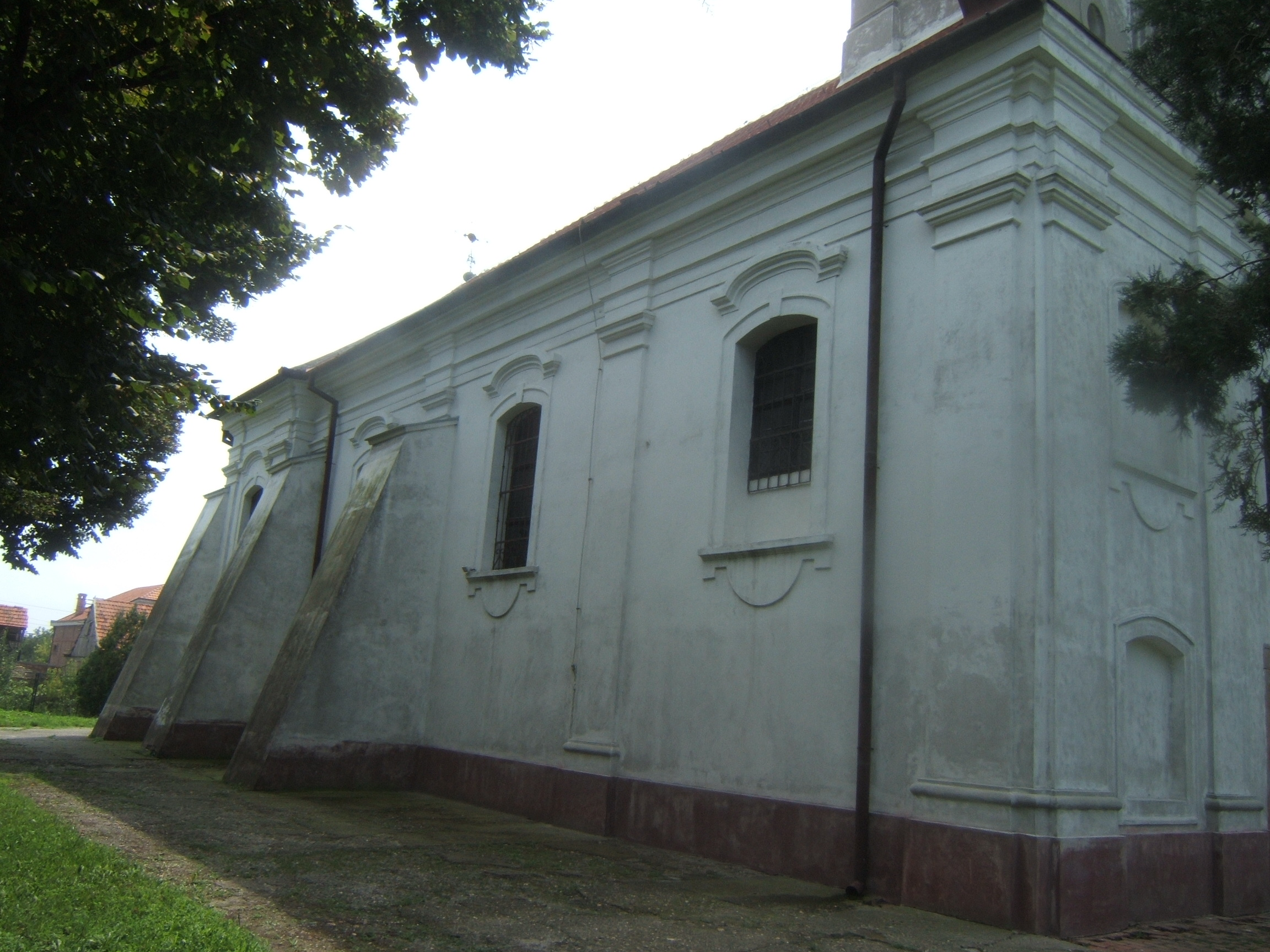
Die Nordfassade der Kirche
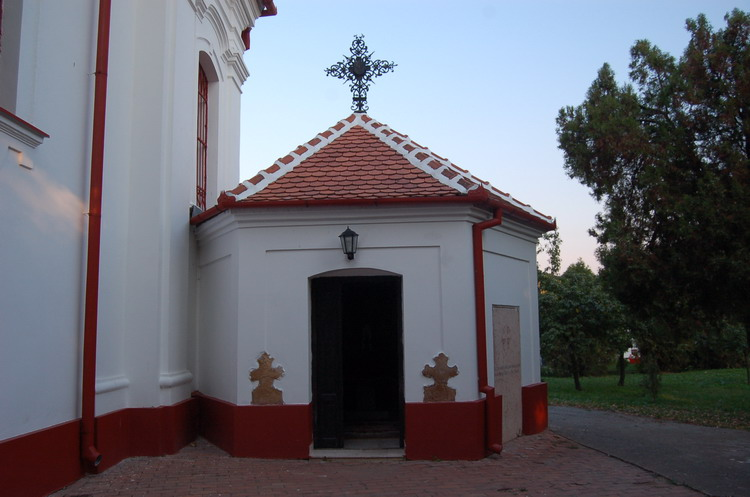
Die Kapelle Hl. Raphael Banatski
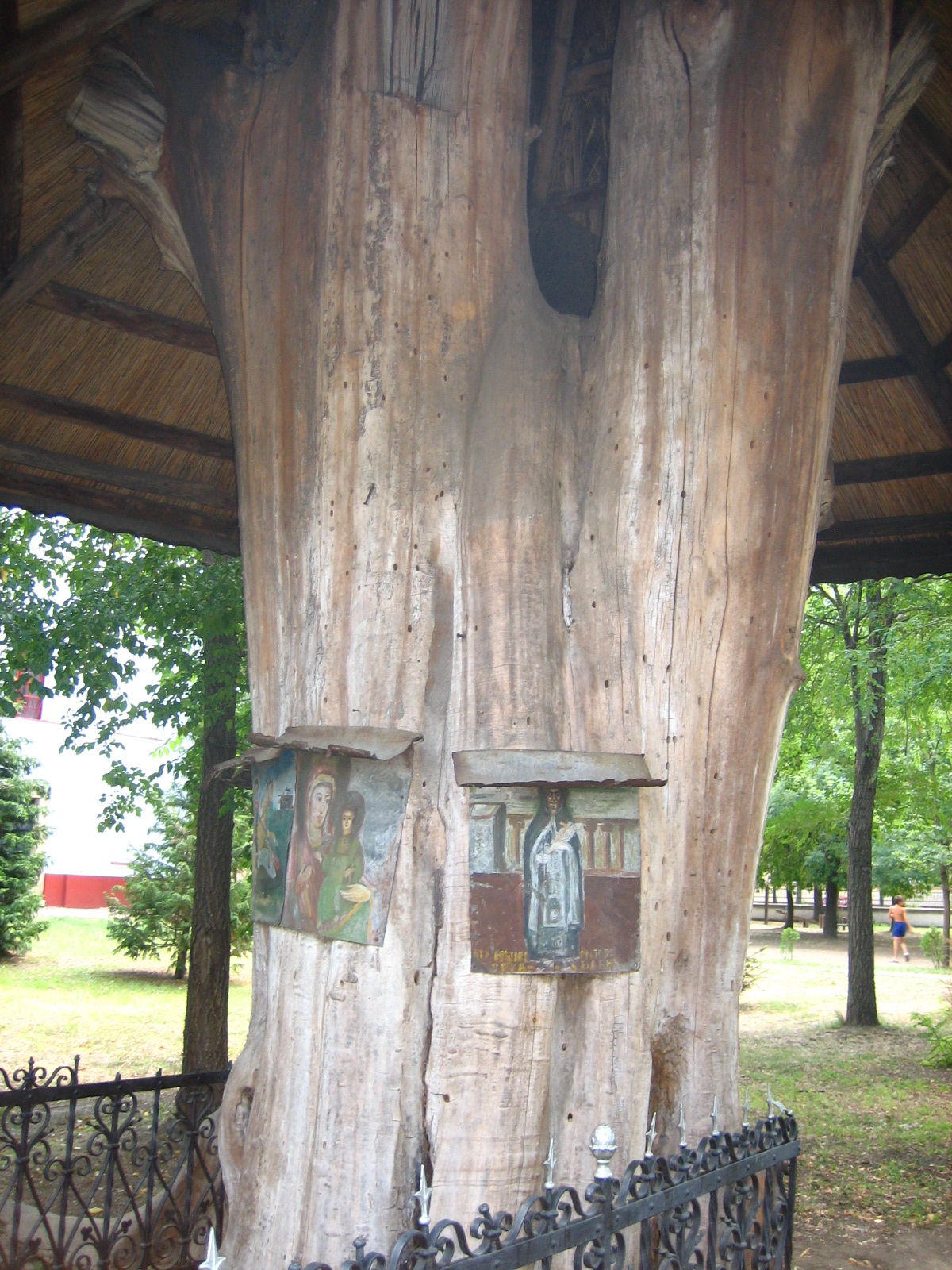
Ikonen auf der Ulme im Kirchhof
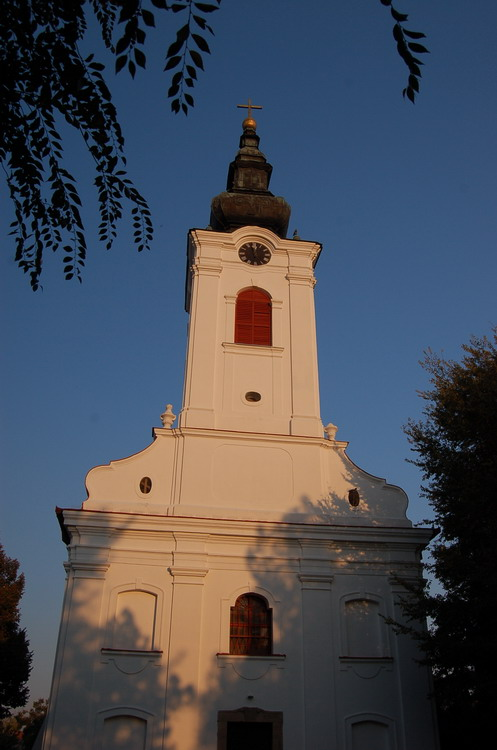
Blick auf die Westfassade und den Kirchturm